# Parco nazionale De Maasduinen
Il parco nazionale De Maasduinen (in olandese: Nationaal Park De Maasduinen) è un parco nazionale situato in Limburgo, nei Paesi Bassi.